# Philippe Gigot
Philippe Charles Gigot (Brussel, 24 december 1819 – Bad Ems, 4 september 1860) was een Belgisch archivaris, vertaler en communist. Hij was een medewerker van Karl Marx en Friedrich Engels tijdens hun Brusselse jaren (1845-1848).

## Leven
Als kind woonde Gigot geruime tijd in Wenen, waardoor hij het Duits even goed machtig werd als Nederlands (toen de omgangstaal in Brussel) en Frans (de cultuurtaal). Aan de Université Libre de Bruxelles, waar hij letteren en wijsbegeerte studeerde, was hij bevriend met radicale Duitse studenten. Na zijn kandidatuur brak hij zijn studies af. In september 1847 werd hij medewerker van het nieuwe paleografisch bureau geleid door Emile Gachet. Deze positie was onbetaald, want het was bedoeld als een leertijd in de aard van de Franse École des chartes. Vanaf 1849 werkte Gigot echter mee aan de uitgave van de Correspondance de Philippe II sur les affaires des Pays-Bas van Algemeen Rijksarchivaris Louis-Prosper Gachard, wat hem wel een inkomen opleverde. 
In januari 1846 richtte Gigot mee het Comité de Correspondance Communiste op, met zetel in zijn huis aan de Bodenbroekstraat 8. Daar liet ook Marx zijn post toekomen. In augustus 1847 was hij stichtend lid van het Deutsche Arbeiter Verein en van de Brusselse commune van de Bond der Communisten. In november was hij betrokken bij de Association démocratique en met Oudejaar was hij aanwezig op de bespioneerde bijeenkomst in café De Zwaan. Hij was een intimus van Marx en Engels en ondertekende mee sommige brieven en stellingnames. Tijdens het korte verblijf van Michael Bakoenin in Brussel lijkt Gigot de enige communist te zijn geweest die op goede voet stond met de Russische anarchist.
Daags na een manifestatie op de Grote Markt werd Gigot op 28 februari 1848 opgepakt met Victor Tedesco, Prosper Esselens en Louis-Joseph Dejaer. Hij kwam vrij op 2 maart, zij het niet voor lang. In de nacht van 3 op 4 maart viel de politie binnen bij Karl Marx in Elsene. Diens arrestatie was het sein voor zijn vrouw Jenny von Westphalen om nachtelijke steun op te trommelen, maar in het gezelschap van Gigot werd ze zelf staande gehouden en in de Amigo gegooid. Voor hem was de reden rôdeur de nuit (nachtzwerver). Het gezin Marx verliet Brussel, maar bleef in betrekking met Gigot. Hij steunde de mislukte invasie van het Belgisch legioen in Risquons-Tout en was aanwezig bij de maandelijkse democratische feestmalen, waarschijnlijk ook dat in de Pardo in Sint-Jans-Molenbeek dat aanleiding gaf tot drie doodstraffen. Zelf werd hij niet aangeklaagd.
Na 1848 hield het engagement van Gigot op. Zijn professionele toekomst was er immers door in het gedrang gekomen. Marx vroeg hem in juli vruchteloos om financiële bijstand vanuit Parijs. Op het ministerie van Binnenlandse Zaken werd in mei 1848 zijn ontslag als medewerker van het paleografisch bureau voorbereid. Gigot mocht echter toch aanblijven. De steun van Gachard was daarbij doorslaggevend: de Algemeen Rijksarchivaris waardeerde onder meer de talenkennis van Gigot en benadrukte tegenover de minister dat hij zijn jeugdige fouten had toegegeven. Al snel kreeg Gigot zelfs uitzicht op een aanstelling in het Algemeen Rijksarchief. Die aanstelling kwam er uiteindelijk pas in 1856, toen budget was vrijgemaakt voor de inventarisatie van het archief van de Secretarie van State en Oorlog.
In zijn vrije tijd vertaalde Gigot boeken van Hendrik Conscience. Hij stierf aan een longziekte in het kuuroord Bad Ems.

## Vertalingen
Acht boeken van Conscience vertaalde Gigot van het Nederlands naar het Duits:
- Der Rekrut, 1850 (De loteling)
- Baes Gansendonck, 1850
- Der arme Edelmann, 1851 (De arme edelman)
- Die hölzerne Clara, 1851 (Houten Clara)
- Die blinde Rosa, 1851 (Blinde Roza)
- Heide-Blumen, 1851 (Rikke-tikke-tak)
- Der Geizhals, 1852 (De Gierigaard)
- Der Bauernkrieg, 1853 (De Boerenkrijg)